# 德克萨斯中央铁路
德克萨斯中央铁路（英語：Texas Central Railway）是一條由Texas Central Partners有限责任公司規劃的高速鐵路線，將串聯達拉斯–沃斯堡都會區和休士頓。該鐵路將運用東海旅客鐵道（JR東海）的新幹線技術，将兩地之間的旅程缩短到90分鐘。倘若該鐵道順利完成建設，將會是繼阿西乐特快（Acela）之後美國的又一條高速鐵路、以及第一條具有專用路軌的美國高速鐵路。

## 历史
2015年7月，德克萨斯中央铁路公司表示，已經獲得7500萬美元的私募基金，並將帮助該公司持續推進經營，但資金來源未知。
2015年8月10日，美國運輸部和聯邦鐵路管理局出具一份報告並正式批准這條稱之為"utility corridor"的鐵路興建計畫。
2017年1月，政府將該計畫列為國家基礎建設優先計畫之一。
2017年12月，联邦铁路署发布了预定路线的环境影响评价报告草案。
2018年5月，德克萨斯中央铁路宣布将与全球工程公司Bechtel进行项目管理。
2018年10月，德克萨斯中央铁路公司指定西班牙国家铁路公司（Renfe Operadora）作为该列车的运营合作伙伴。
2020年9月，联邦铁路管理局发布了对德克萨斯州中部铁路公司的特定适用性最终规则（RPA）和决策记录（ROD）
2021年6月，意大利土木工程集团Webuild获得了价值160亿美元的线路本身的设计和施工合同，预计将于2021年底或2022年初开始施工。

## 路線
按照规划，本线起点站达拉斯站位于达拉斯市Cedas区西部、35E与30号州际公路交汇处东南部，占地约60英亩，并将通过步行道连接到Kay Bailey Hutchison会议中心。规划路线经达拉斯县、埃利斯县、纳瓦罗县、弗里斯通县、莱姆斯通县、莱昂县、麦迪逊县、格赖姆斯县、沃勒县，最终到达位于哈里斯县的休斯敦站。休斯敦站将设立在休斯敦陈旧的西北购物中心处。此外还将在格赖姆斯县设立一座中间站布拉索斯谷站，服务得克萨斯农工大学师生。

## 使用车辆
本线原定選用出口版的新幹線N700系電聯車作為營運車輛。后决定选用更新的新干线N700S系电力动车组，预计营运速度为186英里/小时（299公里/小时），最高时速可达到205英里/小时（330公里/小时）。

## 系统
本线将使用基于东海道新干线的列车自动控制系统（ATC）。

## 法律爭議
居住在预定路线沿线的牧场主对勘测和建设线路的尝试提出了质疑，并反对高铁的开发。
得克萨斯中央铁路公司对一位拒绝让调查人员进入他的土地的土地所有者提起诉讼，但在2016年被哈里斯县法院驳回。
2019年2月，莱昂县地区法官裁定德克萨斯中央铁路（Texas Central）不是铁路公司，因此无权对私人土地进行调查。但经过上诉后，2020年5月，得克萨斯州第13上诉法院裁定德克萨斯中央铁路是铁路公司。
2022年6月，得克萨斯州最高法院以5-3的结果裁定，得克萨斯中央铁路对建设铁路线所需的土地拥有征用权。

## 資料來源
1. ↑  . Texas Central.   [2019-07-04]. （原始内容存档于2019-06-30）. ... Shinkansen trains can travel smoothly and comfortably at speeds up to 205 mph. Train service in Texas will likely begin at 186 mph, which will allow for a total trip time of less than 90 minutes between Houston and Dallas. Subject to regulatory approval and market demands, maximum train speeds could be increased up to 205 mph. ...'
2. ↑  Lueckemeyer, Olivia. . Community Impact. 2019-01-16  [2019-01-17]. （原始内容存档于2019-05-13）.
3. ↑  Aman Batheja; Stephen J. Smith. . The Texas Tribune. The Texas Tribune. 2014-08-18  [2019-07-09]. （原始内容存档于2015-07-24）.
4. ↑  Texas Central. . Texas Central Railway.   [2019-07-09]. （原始内容存档于2015-07-24）.
5. ↑  Begley, Dug. . Houston Chronicle. May 10, 2016  [12 May 2016]. （原始内容存档于2016-05-11）.
6. ↑  Baddour, Dylan. . Houston Chronicle. Hearst Newspapers, LLC. July 23, 2015  [2019-07-09]. （原始内容存档于2015-07-26）.
7. ↑  Green, Stephen. . The Courier of Montgomery County. Your Houston News. August 28, 2015  [2019-07-09]. （原始内容存档于2016-06-10）.
8. ↑  Global Construction Review. . Global Construction Review. 2017-01-30  [2019-07-09]. （原始内容存档于2019-05-13）.
9. ↑  . Federal Railroad Administration. 2017-12-15  [2023-02-25]. （原始内容存档于2021-07-05）.
10. ↑  Hethcock, Bill. . Dallas Business Journal. 2018-05-02  [2019-12-04]. （原始内容存档于2021-07-05）.
11. ↑  Staff. . Railway Gazette International. 2018-10-12  [2019-12-04]. （原始内容存档于2022-12-08）.
12. ↑  . The Dallas Morning News. 2020-09-21  [2020-09-23]. （原始内容存档于2020-09-23）.
13. ↑  . 澎湃新闻. 2020-09-22  [2020-09-23]. （原始内容存档于2020-10-05）.
14. ↑  . 2021-06-22  [2021-07-14]. （原始内容存档于2021-06-22）.
15. ↑  Ray Leszcynski. . Dallas Morning News. 2018-01-29  [2019-12-04]. （原始内容存档于2023-04-03）.
16. ↑  Formby, Brandon. . The Texas Tribune. 2018-02-05  [2023-02-25]. （原始内容存档于2023-04-03）.
17. ↑  Whitely, Jason. . WFAA. 2018-11-26  [2018-11-30]. （原始内容存档于2019-05-13）.
18. ↑  de Luna, Marcy. . Houston Chronicle. 2018-11-28  [2018-11-30]. （原始内容存档于2019-05-13）.
19. ↑  . Federal Railroad Administration. 2020-03-10  [2020-03-23]. （原始内容存档于2022-12-25）.
20. ↑  Todd Unger. . KXXV. 2020-02-26  [2020-02-26]. （原始内容存档于2023-02-25） （英语）.
21. ↑  . star-telegram.   [2019-07-09]. （原始内容存档于2019-05-13）.
22. ↑  Falls, Clay. . kbtx.com.   [2019-03-02]. （原始内容存档于2023-02-25） （美国英语）.
23. ↑   (PDF) (新闻稿). Texas Central. May 7, 2020-05-07. （原始内容存档 (PDF)于2022-11-11）.
24. ↑  Hope Merritt. . kbtx.com.   [2022-06-27]. （原始内容存档于2023-02-25） （英语）.
25. ↑  Alexandra Skores; Matthew Griffin. . The Dallas Morning News. 2022-06-24  [2022-06-27]. （原始内容存档于2023-02-25） （美国英语）.

## 外部連結
- 官方网站
- Dallas to Houston High-Speed Rail – Passenger Service from Houston to Dallas （页面存档备份，存于） – Federal Railroad Administration
- https://reroutetheroute.com/ （页面存档备份，存于）

Template:美國高速鐵路